# Torleif Falk

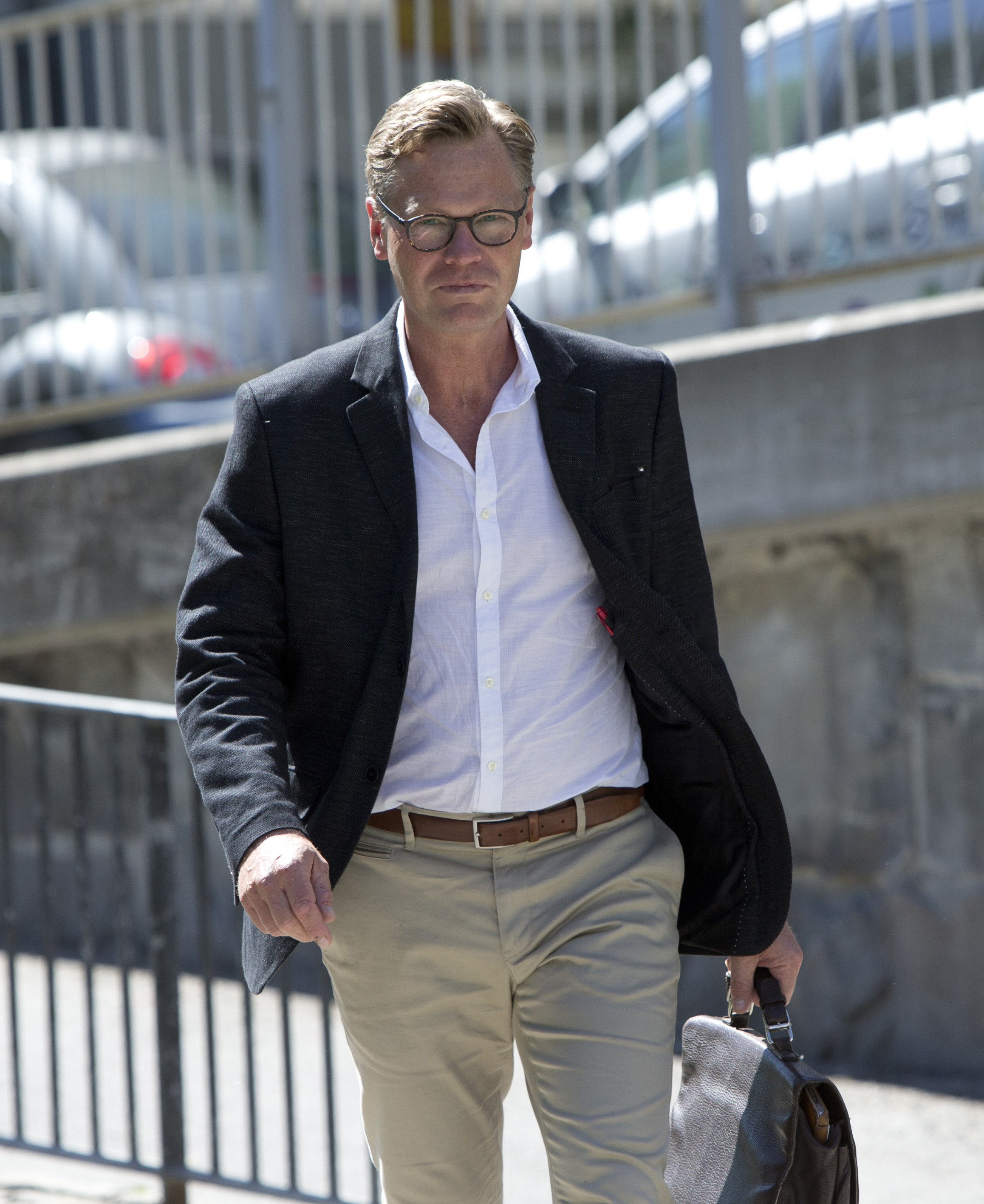
Torleif Falk

Torleif Ingemar Falk, född 26 mars 1961 är en svensk arkitekt. Han blev  Stockholms stadsarkitekt i oktober 2016.

## Biografi
Torleif Falk studerade arkitektur vid Kungliga tekniska högskolan i Stockholm och vid Arkitektur- og designhøgskolen i Oslo. Han har tidigare arbetat som bland annat chefsarkitekt på Primula Byggnads, kontorschef och vice vd på Thomas Eriksson Arkitekter (TEA), som arkitekt på Nyréns Arkitektkontor och som projektutvecklare på Stockholmshem. 2015 blev han "byggeneral" i Stockholms stad för att samordna bostadsbyggandet.